# シンク・オア・スイム イチかバチか俺たちの夢
『シンク・オア・スイム イチかバチか俺たちの夢』（シンクオアスイム イチかバチかおれたちのゆめ、Le Grand Bain）は、2018年のフランスのコメディ映画。
監督はジル・ルルーシュ、出演はマチュー・アマルリックとギヨーム・カネなど。
実在するスウェーデンの男子シンクロチームが世界選手権で成功を収めた実話をベースに、さえない中年男性たちがシンクロチームを結成、トレーニングに励み、世界選手権での金メダル獲得を目指す姿を描く。第71回カンヌ国際映画祭コンペティション外上映作品。

## ストーリー
ベルトランは2年前から患ったうつ病により会社を退職し、引きこもりがちな毎日を送っている。何とか就職し社会復帰をしようとするもうまくいかずもやもやした毎日を過ごしていた。
そんなある日、ベルトランは地元の公営プールで男子シンクロナイズドスイミングチームのメンバー募集の文字を目にし、うまく言い表せない衝動に任せてチーム入りを決意する。だが、そのメンバーは皆ベルトランと同じように、家庭や仕事、将来などに何らかの不安を抱えている中年男性ばかりであった。
元シンクロ選手のデルフィーヌの指導のもと、ベルトランたちは厳しいトレーニングに励み、やがて世界選手権での金メダル獲得を目指すようになる。

## キャスト
シンクロチーム

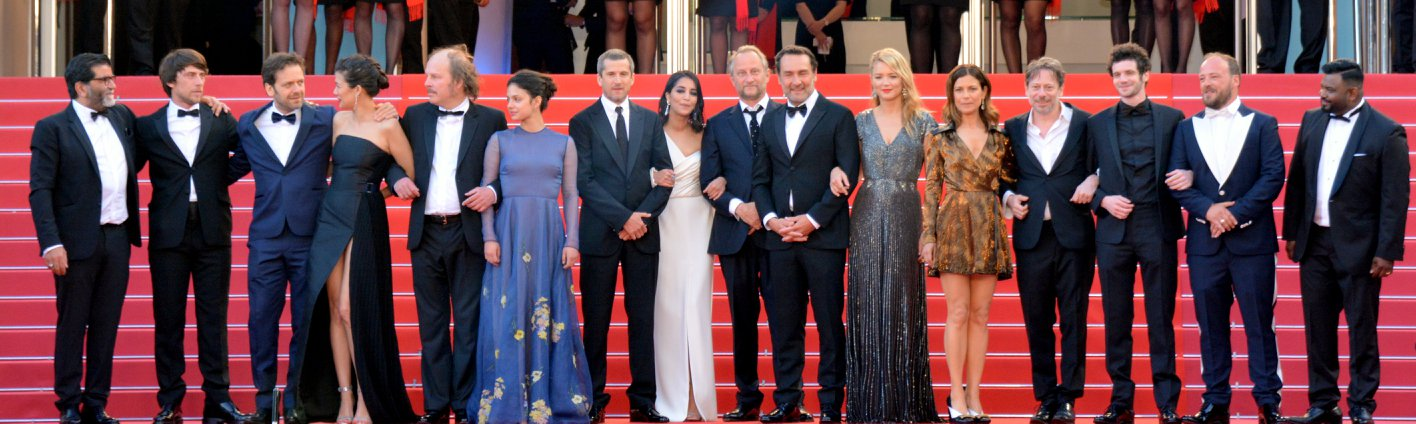
第71回カンヌ国際映画祭に集結したキャスト・スタッフ。

- ベルトラン: マチュー・アマルリック - うつ病で引きこもりの中年男性。
- ロラン: ギヨーム・カネ - 母にも妻にも見捨てられた男。激昂しやすい性格。
- マルキュス: ブノワ・ポールヴールド - 倒産しかかっているプール販売会社の社長。
- シモン: ジャン＝ユーグ・アングラード - 売れないミュージシャン。
- ティエリー: フィリップ・カトリーヌ（フランス語版） - プールの用務員。純粋だが孤独。
- ジョン: フェリックス・モアティ（フランス語版） - ロランの母親の老人ホームの介護士。
- バジル: アルバン・イワノフ - 家のローンで悩んでいる男。
- アヴァニシュ: バラシンガム・タミルチェルバン - スリランカ系男性。

コーチ
- デルフィーヌ: ヴィルジニー・エフィラ（フランス語版） - アルコール依存症の元シンクロ選手。
- アマンダ: レイラ・ベクティ - 事故で車椅子生活となった元シンクロ選手。スパルタな上に口が悪い。

その他
- クレア: マリナ・フォイス（フランス語版） - ベルトランの妻。
- クレム: メラニー・ドゥーテ（フランス語版） - クレアの姉。
- ティボー: ジョナタン・ザッカイ - クレムの夫。家具屋を経営。
- ローラ: ノエー・アビタ（フランス語版） - シモンの娘。
- ロランの母: クレア・ナドー（フランス語版） - ロランを言葉で虐待し続けてきた。認知症。

## 作品の評価
Rotten Tomatoesによれば、批評家の一致した見解は「才能のあるキャストと、おなじみのストーリーに心地よくもほろ苦いひねりを加えたことによって『シンク・オア・スイム イチかバチか俺たちの夢』は平均的なフィールグッド（気分をハッピーにさせてくれる）コメディの1,2歩先を行く作品に仕上がっている。」であり、28件の評論のうち高評価は75%にあたる21件で、平均して10点満点中5.9点を得ている。
Metacriticによれば、6件の評論のうち、高評価は1件、賛否混在は5件、低評価はなく、平均して100点満点中47点を得ている。
アロシネによれば、フランスの40のメディアによる平均点は5点満点中4.1点である。

## 関連作品
男性シンクロチームを描いた映画
- ウォーターボーイズ
- Allt flyter - 2008年のスウェーデン映画。同じ実話をベースにしている。
- シンクロ・ダンディーズ! - 同じ実話をベースにしている。